# Kolumbia na Letnich Igrzyskach Olimpijskich 1992
Kolumbię na Letnich Igrzyskach Olimpijskich 1992 reprezentowało 49 zawodników: 46 mężczyzn i trzy kobiety. Był to 13 start reprezentacji Kolumbii na letnich igrzyskach olimpijskich.

## Zdobyte medale
| Medal | Zawodnik        | Dyscyplina    | Konkurencja               | Rezultat |
| ----- | --------------- | ------------- | ------------------------- | -------- |
| Brąz  | Ximena Restrepo | Lekkoatletyka | bieg na 400 metrów kobiet | 49,64 s  |

## Skład kadry

### Boks
Mężczyźni
- Luis Retayud waga papierowa do 48 kg - 17. miejsce,
- Jesús Pérez waga kogucia do 54 kg - 17. miejsce,
- Edwin Cassiani waga lekkopółśrednia do 63,5 kg - 17. miejsce,

### Jeździectwo
- Juan Carlos García - skoki przez przeszkody indywidualnie - odpadł w rundzie finałowej (nie zakwalifikował się do ostatecznej rozgrywki),
- Manuel Torres - skoki przez przeszkody indywidualnie - 64. miejsce,
- Hugo Gamboa - skoki przez przeszkody indywidualnie - 80. miejsce,
- Juan Carlos García, Manuel Torres, Hugo Gamboa - skoki przez przeszkody drużynowo - 18. miejsce,

### Kolarstwo
Mężczyźni
- José Robles - kolarstwo szosowe - wyścig ze startu wspólnego - 49. miejsce,
- Héctor Palacio - kolarstwo szosowe - wyścig ze startu wspólnego - 52. miejsce,
- Libardo Niño - kolarstwo szosowe - wyścig ze startu wspólnego - 76. miejsce,
- Jhon González - kolarstwo torowe - sprint - odpadł w eliminacjach,
- José Velásquez

kolarstwo torowe - wyścig na 1 km ze startu zatrzymanego - 25. miejsce,
kolarstwo torowe - wyścig punktowy - 16. miejsce,
- Alberny Vargas - kolarstwo torowe - wyścig na 4000 m na dochodzenie indywidualnie - 20. miejsce,
- Esteban López, Fernando Sierra, Alberny Vargas, José Velásquez - kolarstwo torowe - wyścig na 4000 m na dochodzenie drużynowo - 18. miejsce,

### Lekkoatletyka
Kobiety
- Ximena Restrepo - bieg na 400 m - 3. miejsce,
- Norfalia Carabali - bieg na 400 m - odpadła w eliminacjach,

Mężczyźni
- Herder Vázquez

bieg na 5000 m - odpadł w eliminacjach,
bieg na 10 000 m - odpadł w eliminacjach,
- Carlos Grisales - maraton - nie ukończył biegu,
- Héctor Moreno - chód na 20 km - 9. miejsce,

### Łucznictwo
Kobiety
- María Echavarría - indywidualnie - 55. miejsce,

### Piłka nożna
Mężczyźni
- Carlos Uribe, Diego Osorio, Faryd Mondragón, Faustino Asprilla, Geovanis Cassiani, Gustavo Restrepo, Hernán Gaviria, Iván Valenciano, Jairo Calanche, John Pérez, John Lozano, Jorge Bermúdez, José Santa, Miguel Calero, Omar Cañas, Robeiro Moreno, Víctor Aristizábal, Víctor Marulanda, Víctor Pacheco - 14. miejsce,

### Pływanie
Mężczyźni
- Alejandro Bermúdez

400 m stylem dowolnym - 35. miejsce,
1500 m stylem dowolnym - 25. miejsce,
200 m stylem grzbietowym - 26. miejsce,
400 m stylem zmiennym - 27. miejsce,

### Podnoszenie ciężarów
Mężczyźni
- José Horacio Villegas - waga do 60 kg - 21. miejsce,
- Roger Berrio - waga do 60 kg - nie sklasyfikowany (nie zaliczył żadnej udanej próby w podrzucie),
- Eyne Acevedo - waga do 67,5 kg - 6. miejsce,
- Álvaro Velasco - waga do 75 kg - 17. miejsce,

### Strzelectwo
Mężczyźni
- Bernardo Tovar

pistolet pneumatyczny 10 m - 31. miejsce,
pistolet szybkostrzelny 25 m - 8. miejsce,
pistolet dowolny 50 m - 22. miejsce,
- Hernando Barrientos - ruchoma tarcza 10 m - 21. miejsce,

### Szermierka
Mężczyźni
- Mauricio Rivas - szpada indywidualnie - 7. miejsce,
- Juan Miguel Paz - szpada indywidualnie - 44. miejsce,

### Zapasy
Mężczyźni
- Romelio Salas - styl wolny waga do 74 kg - odpadł w eliminacjach,